# Fondarella
Fondarella é um município da Espanha na comarca de Pla d'Urgell, província de Lérida, comunidade autónoma da Catalunha. Tem 5,4 km² de área e em 2021 tinha 781 habitantes (densidade: 144,6 hab./km²).

## Demografia
| Variação demográfica do município entre 1991 e 2004 [carece de fontes?] | Variação demográfica do município entre 1991 e 2004 [carece de fontes?] | Variação demográfica do município entre 1991 e 2004 [carece de fontes?] | Variação demográfica do município entre 1991 e 2004 [carece de fontes?] |
| ----------------------------------------------------------------------- | ----------------------------------------------------------------------- | ----------------------------------------------------------------------- | ----------------------------------------------------------------------- |
| 1991                                                                    | 1996                                                                    | 2001                                                                    | 2004                                                                    |
| 634                                                                     | 653                                                                     | 678                                                                     | 741                                                                     |